# Сельское поселение Молоковское (Московская область)
Се́льское поселе́ние Мо́локовское — упразднённое муниципальное образование (сельское поселение) в Ленинском муниципальном районе Московской области.
Образовано в 2005 году, включило 9 населённых пунктов позже упразднённых Молоковского и Горкинского сельских округов.
Упразднено 5 августа 2019 года.
Административный центр — село Молоково.
Исполняющая обязанности главы сельского поселения — Тарабрина Любовь Николаевна.

## География
Общая площадь территории — 48,81 км². Муниципальное образование находится в юго-восточной части Ленинского района. Граничит с сельским поселением Володарским (на юго-востоке), городским поселением Горки Ленинские (на юго-западе), сельским поселением Совхоз им. Ленина (на западе), сельским поселением Развилковским (на северо-западе и севере), городским округом Дзержинский (на севере), городским округом Лыткарино (на северо-востоке), сельским поселением Чулковским Раменского района (на востоке) и городским округом Домодедово (на юге).

## Население
| 2006    | 2007  | 2008  | 2009  | 2010  | 2011  | 2012  |
| ------- | ----- | ----- | ----- | ----- | ----- | ----- |
| 3319    | ↗3649 | ↗3710 | ↗3751 | ↗3897 | ↗3960 | →3960 |
| 2013    | 2014  | 2015  | 2016  | 2017  | 2018  | 2019  |
| ↗4076   | ↗4340 | ↗4916 | ↗5660 | ↗6024 | ↗6606 | ↗9397 |
| 2020    |       |       |       |       |       |       |
| ↗11 102 |       |       |       |       |       |       |

## Населённые пункты
Муниципальное образование «Сельское поселение Молоковское» в существующих границах было образовано в 2005 году на основании закона Московской области «О статусе и границах Ленинского муниципального района и вновь образованных в его составе муниципальных образований». В его состав вошли 9 населённых пунктов:
На территории поселения находятся строящиеся и уже заселившиеся ЖК Ново-Молоково, ЖК Пригород Лесное. В связи с чем ожидается резкое увеличение численности фактически проживающего населения.
| Вид     | Наименование                | Население, чел. (2006) | ОКАТО          |
| ------- | --------------------------- | ---------------------- | -------------- |
| деревня | Андреевское                 | 191                    | 46 228 822 004 |
| деревня | Богданиха                   | 89                     | 46 228 822 005 |
| деревня | Дальние Прудищи             | 102                    | 46 228 822 007 |
| деревня | Коробово                    | 129                    | 46 228 810 012 |
| деревня | Мисайлово                   | 346                    | 46 228 822 002 |
| село    | Молоково                    | 1824                   | 46 228 822 001 |
| деревня | Орлово                      | 92                     | 46 228 822 006 |
| село    | Остров                      | 267                    | 46 228 822 003 |
| посёлок | санатория «Горки Ленинские» | 279                    | 46 228 810 015 |

## Медицина
Медицинское обслуживание населения осуществляет Молоковская участковая больница: стационар на 35 койко-мест, амбулатория на 100 посещений, две аптеки.

## Образование
На территории Молоковского сельского поселения находится Молоковкая средняя (полная) школа на 400 учащихся. Кадрами школа обеспечена. Возглавляет педагогический коллектив И. М. Овчинникова. В учебном процессе большое внимание уделяется не только интеллектуальному развитию школьников, но и спортивной подготовке. Подобран педагогический коллектив, который на хорошем уровне решает поставленные перед ним задачи воспитания.

## Спорт
Контроль над спортом на территории поселения осуществляет МУ «Районный центр спорта» (г. Видное). Каждое лето на стадионе с. Молоково проходят матчи Открытого первенства поселения по мини-футболу. Регулярно проводятся соревнования по футболу и баскетболу, развиваются и другие виды спорта. Спортивные команды поселения нередко становятся призёрами во многих видах спорта на общерайонных соревнованиях.

## Транспорт
Транспортное обеспечение на территории поселения осуществляет Видновское пассажирское автотранспортное предприятие. Автобусы № 367 и № 29 регулярно курсируют до посёлка Володарского от станции метро «Домодедовская» города Москвы и Советской площади города Видное.

## Заслуженные люди поселения
Поселение богато Героями Советского Союза и Героями Социалистического Труда.
Герои Советского Союза:
- Василий Сергеевич Молоков — лётчик, который получил звание Героя Советского Союза за спасение челюскинцев.
- Борис Васильевич Самсонов — погиб при форсировании Днепра в 1945 году, уроженец с. Остров.
- Владимир Сергеевич Самсонов — уроженец с. Остров, погиб при освобождении Прибалтики и похоронен в Латвии.
- Виктор Дмитриевич Артамонов — лётчик, Герой Советского Союза, уроженец с. Остров дожил до Победы и в дальнейшем преподавал в военной академии им. маршала Жукова.

Герои Социалистического Труда:
- Александра Алексеевича Боронина — доярка колхоза им. М. Горького.
- Виктор Фёдорович Исаев — на протяжении 30 лет был председателем колхоза им. М. Горького.
- Василий Яковлевич Мамров — прошедший путь от агронома до председателя колхоза.

## Достопримечательности
На территории сельского поселения расположены храм Казанской иконы Божией Матери в селе Молоково, храм в честь Преображения Господня в селе Остров. В настоящее время в деревне Мисайлово ведутся работы по возведению храма-часовни в честь великомученика Димитрия Солунского.